# Eugen Jordi

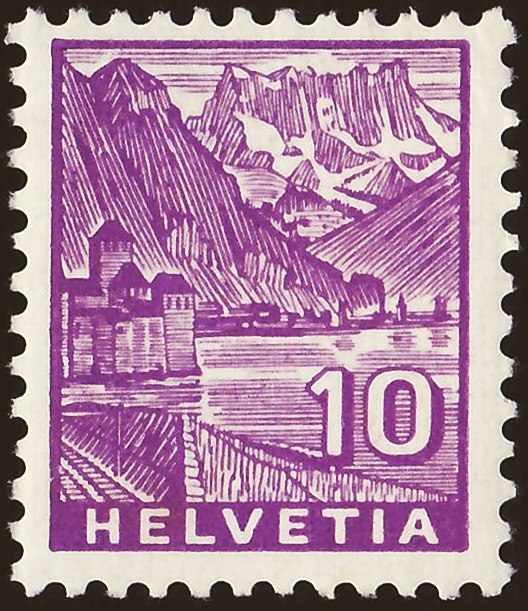
Briefmarke 10 Rappen, mit Schloss Chillon, entworfen von Eugen Jordi (1934)

Eugen Jordi (* 3. April 1894 in Bern; † 13. November 1983 in Dürrenroth) war ein Schweizer Grafiker, Typograf, Holzschneider, Maler und Kunstpädagoge.

## Leben und Werk
Eugen Jordi war ein Sohn des Friedrich Jordi. Dieser war Typograf und Gründer der Druckerei Jordi in Belp. Sein älterer Bruder war der spätere Kommunist, Zeitungsverleger und Autor Fritz Jordi (1885–1938). Unter dessen Einfluss gab Eugen Jordi 1910 die «bourgeoise» Kunst auf. Zudem brach er seine Dekorationslehre ab und arbeitete danach in der väterlichen Druckerei.
1915/1916 besuchte Jordi für ein Semester den Unterricht bei Hans Cornelius an der Lehrwerkstätte für freie und angewandte Kunst in München. Zurück in Belp entwarf er für verschiedene Firmen Verpackungen, Etiketten, Signete, Plakate und vieles mehr. Als sein Vater 1921 starb, übernahm er mit seinem Bruder Emil Jordi den Familienbetrieb. Zudem heiratete er Emma, geborene Wägli. 1934 liess sich das Paar scheiden und heiratete 1942 erneut. Nachdem er sich 1927 hatte auszahlen lassen, zog er nach Kehrsatz und arbeitete weiter als Drucker und Retoucheur. Daneben arbeitete er selbstständig als Grafiker und erlernte autodidaktisch die Holzschnitzerei. Ab 1931 kamen seine ersten Pro-Juventute-Briefmarken in Umlauf. 1934 zeichnete er die ersten Landschaftsmarken für die PTT. Die Briefmarken gehören zu seinen bedeutendsten Leistungen auf diesem Gebiet.
Eugen Jordi begann Ende der 1930er-Jahre zu malen.  «Ich male, was die Leute ohnehin alle Tage ansehen müssen. Und das wollen sie nicht auf Bildern noch einmal gezeigt bekommen.» Für den Haupt Verlag gestaltete Jordi von 1941 bis 1972 fast alle Umschläge der Berner Heimatbücher. Zudem entwickelte er eine Antiquaschrift. Zusammen mit Rudolf Mumprecht und Emil Zbinden malte und zeichnete er von 1951 bis 1953 den Kraftwerkbau auf der Grimsel. Zudem nahm er sich mit Zbinden den Bau der Staumauer am Albignasee im Bergell vor und schuf 1949 mit ihm ein Wandbild im Stadtberner Wylerschulhaus. Jordi führte auch Kunst-am-Bau-Aufträge sowie Wandbilder und Holzschnitzereien, vor allem für Kirchen, aus. Als Maler fand Jordi seine volle Entfaltung, dem Le Corbusier attestierte, immer im Goldenen Schnitt zu sein, in den letzten zwei Jahrzehnten seines Lebens.
Jordi war überzeugter Sozialist. Als Hilfslehrer unterrichtete er von 1946 bis 1961 die Fächer Entwerfen, Schrift und Lithografie an der Kunstgewerbeschule Bern. Zu seinen Schüler zählten u. a. Jimmi Schneider, Knud Jacobsen, Marcel Wyss und Daniel de Quervain.

## Archive
- Wappen für das Unternehmen Securitas, 1943, Gr.B.74 im Katalog der Burgerbibliothek Bern